# Церковь Святого Лаврентия (Травемюнде)
Церковь Святого Лаврентия в Травемюнде (Лоренцкирхе, нем. St. Lorenz) — протестантская церковь в районе Травемюнде города Любек (Шлезвиг-Гольштейн); впервые косвенно упоминается в папском документе за авторством Григория IX от 11 мая 1235 года — прямо упоминается в 1259 году. От первоначального готического здания сохранились небольшие фрагменты на северной и восточной стороне хора, поскольку оно стало жертвой городского пожара 1522 года. Сегодняшнее здание было построено уже в период Реформации в 1540-х годах — башня-колокольня была пристроена в 1605—1606 годах. До второй половины XIX века церковь в Травемюнде формально являлась филиалом любекской церкви Святой Марии; входит в список памятников архитектуры города.

## История и описание
По случаю завершения строительства церковной башни церкви Святого Лаврентия в Травемюнде, в 1620 году, был составлен документ, в котором говорилось, что новая башня была «выше и красивее, чем та, которая была разрушена во время пожара вместе с почти всем городом в канун дня Святого Иоанна 100 лет назад». В ходе реконструкции 1990 года в здании был обнаружен и восстановлен расписной потолок: до этого его скрывал подвесной потолок. Одним из старейших предметов церковного оборудования в здании является распятие, которое датируется последней четвертью XV века.
В 1723 году Анна Магдалена Шредер, двоюродная сестра пастора Иоганна Германа Сирициуса, пожертвовала храму алтарь в стиле барокко, созданный любекским мастером Иеронимом Якобом Хассенбергом. Церковная кафедра с резным орнаментом датируется 1735 годом. Орган церкви был построен компанией «Rudolf von Beckerath Orgelbau» в 1966 году и первоначально установлен на южной стороне хора — в ходе реставрации, в 1991 году, его перенесли в западную галерею.